# Aspidiphorus lareyniei
Aspidiphorus lareyniei is een keversoort uit de familie slijmzwamkevers (Sphindidae). De wetenschappelijke naam van de soort werd in 1859 gepubliceerd door Pierre Nicolas Camille Jacquelin du Val.